# Monte Tezio
Il monte Tezio è un monte (961 m) dell'Umbria centrale, situato a circa 10 km a nord di Perugia.

## Descrizione
Il monte è situato nella parte nord del Comune di Perugia, che vi ha istituito un parco.
I fianchi del monte sono coperti da querceti di roverella, quercia ed olmo; a questi si accompagnano carpino ed orniello, nonché pinete di diverse specie di conifere.
Il monte e le sue vicinanze fanno parte del parco comunale di monte Tezio, che copre un'area di circa 135 ha. Il parco è gestito dalla Comunità Montana Monti del Trasimeno.

## Toponimo
Pare che fin dall'epoca etrusca sul monte Tezio si adorasse la dea Teti, da cui il nome del luogo.

## Storia
Durante la seconda guerra mondiale, sulla sua sommità, all'incirca nella zona dove si trova l'attuale croce della Pieve, vi si schiantarono in tempi diversi due aeroplani, uno tedesco ed uno americano.

### Leneviere
In un avvallamento della superficie prativa, a quota 917 m s.l.m., sono ubicati i resti di antiche "neviere" che, da circa un secolo in completo abbandono, si presentano oggi allo stato di rudere. Liberate dalla vegetazione spontanea, sono state consolidate nel 2005.
Genericamente le neviere erano grotte naturali o artificiali, nelle quali durante l'inverno veniva introdotta e costipata la neve che, protetta da un cospicuo strato di paglia, si poteva utilizzare durante l'estate quando ancora non esistevano i frigoriferi. Il ghiaccio, tagliato in blocchi con un'ascia, veniva avvolto in sacchi di iuta e trasportato a valle a dorso di mulo per essere utilizzato in ospedale o dai ceti più abbienti.
Scarsi e vaghi sono i ricordi tramandati riguardo alle neviere di monte Tezio; molto carenti anche le notizie storiche rinvenute fino ad oggi. Una ricognizione presso l'Archivio di Stato di Perugia ha attestato numerose richieste di appalto da parte di privati, volte ad esercitare la vendita del ghiaccio, fin dall'anno 1669; il Comune di Perugia ne fissava anche le modalità di vendita ed il prezzo. Le neviere o "fosse della neve" del Tezio esistevano sicuramente dal 1608, citate in un atto notarile dell'epoca e risultano insistentemente nei documenti di diverse serie archivistiche. Non c'è dubbio che la città di Perugia, per tutto il periodo citato, si rifornisse da tre luoghi in particolare, e ciè il Tezio, il Subasio e Colfiorito. Le ultime notizie certe rintracciate, relative al loro funzionamento, risalgono al 1864.
L'edificio, seminterrato, è da tempo privo di copertura, presenta una pianta circolare del diametro interno di 12 m ed è definito da una muratura di pietrame dello spessore di 50 cm. Quattro piloni addossati alla parete stessa, sono ubicati alle estremità di due diametri ortogonali; su di essi erano impostati due arconi intersecantisi in chiave, sui quali era adagiata la struttura lignea sostenente un tetto tradizionale costituito da pianelle, tegole e coppi.